# Clasificación TAS
La Clasificación TAS (de Total Alkali Silica) es una metodología que permite definir una roca volcánica sobre la base de la relación entre el contenido de minerales alcalinos (Na2O y K2O) y el contenido de silicatos (SiO2). Estos parámetros químicos son útiles porque la cantidad relativa de minerales alcalinos y silicatos juega un papel determinante para determinar la mineralogía real de la roca.
Esta clasificación permite distinguir varias series magmáticas, según el contenido de Na y K:
- La serie subalcalina
- La serie alcalina
- La serie hiperalcalina

## Uso de la clasificación TAS
Debe observarse, como se discute con detalle por Le Maitre et al. (2002), que esta clasificación no puede aplicarse a todas las rocas volcánicas. Ciertas rocas no pueden nombrarse usando el diagrama. Para otras, se deben usar criterios adicionales mineralógicos, químicos, y de textura, como por ejemplo con los lamprófiros.
La Clasificación TAS debería utilizarse únicamente para rocas cuya mineralogía no pueda ser determinada, en caso contrario, debería utilizarse un esquema sobre la base de la mineralogía, como el diagrama QAPF. Antes de utilizar el diagrama de TAS, debe el análisis químico debe ser recalculado para excluir al 100% el porcentaje de agua y dióxido de carbono.